# Torsten Zervas
Torsten Zervas (* 6. November 1961 in Stuttgart) ist ein ehemaliger deutscher Leichtathlet, der sich auf das Gehen spezialisiert hatte.

## Sportliche Karriere
Zervas begann beim LAV Aschaffenburg-Stadt, wechselte dann zu Eintracht Frankfurt und war am Ende seiner Laufbahn bei der LG Seligenstadt. Sein größter Erfolg war der Gewinn des deutschen Meistertitels im 20-km-Gehen bei den Deutschen Meisterschaften 1988.
Zervas trat von 1983 bis 1989 bei sieben Länderkämpfen im Nationaltrikot an.